# Virelai
Virelai (ze starofrancouzského virer ve smyslu „točit se“ a lai, lejch) je středověká hudební a básnická forma. Vedle balady a rondeau je virelai jednou ze tří ustálených forem (formes fixes) středověké francouzské poezie. Španělskou obdobou virelaie je villancico.
Písně ve formě virelai obvykle mají tři sloky a refrén, kterým píseň začíná a jenž se pak opakuje po každé sloce. Jednotlivé sloky sestávají ze tří veršů, jejichž rýmové schéma bývá AAB, přičemž poslední verš B se hudbou a rytmem shoduje s refrénem. Virelai o jediné sloce se také nazývá bergerette.